# Roodvoorhoofdwever
De roodvoorhoofdwever (Euplectes hordeaceus) is een zangvogel uit de familie Ploceidae (Wevers).

## Verspreiding en leefgebied
Deze soort komt voor in westelijk, centraal, oostelijk en zuidoostelijk Afrika en telt twee ondersoorten:
- Euplectes hordeaceus hordeaceus: van Mauritanië, Senegal en Gambia tot westelijk Soedan, Congo-Kinshasa, Tanzania en zuidelijk tot Angola, Zimbabwe en Mozambique.
- Euplectes hordeaceus craspedopterus: zuidelijk Soedan, zuidwestelijk Ethiopië, Oeganda en westelijk Kenia.